# El discípulo a quien Jesús amaba

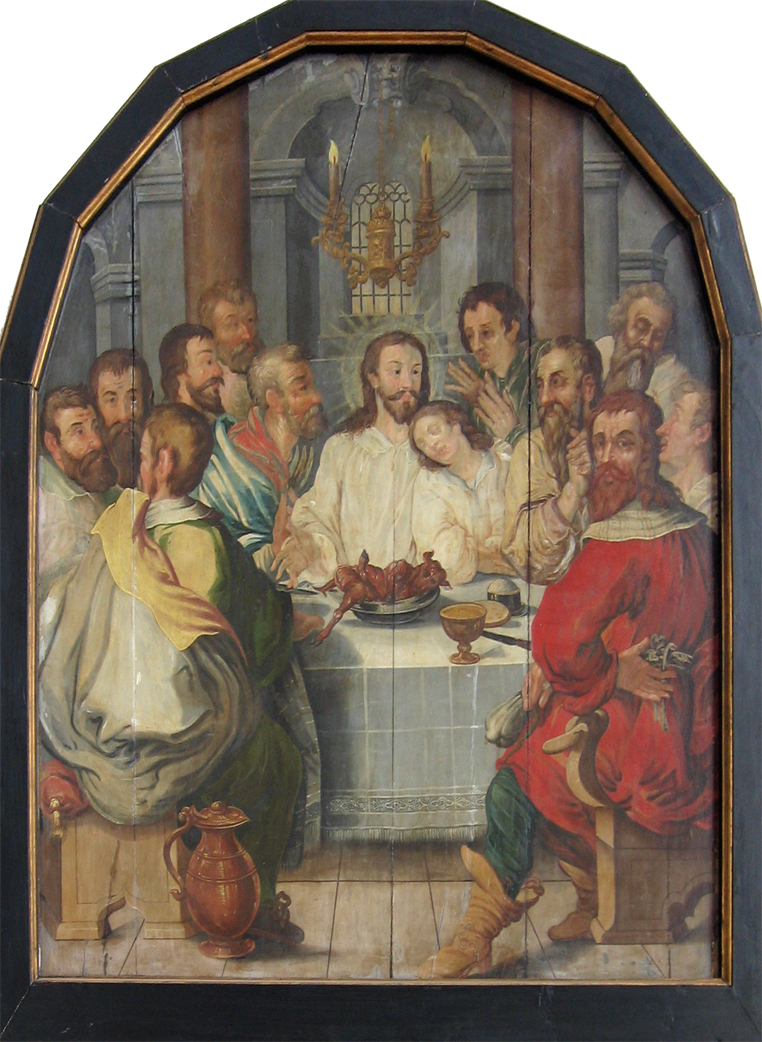
El Discípulo Amado recostado en el pecho de Jesús en el cuadro La Última Cena, pintura de autor anónimo ubicada en la catedral luterana de Nuestra Señora de Haderslev, en Dinamarca.

La expresión «el discípulo a quien Jesús amaba» (en griego antiguo: μαθητὴς ὃν ἠγάπα ὁ Ἰησοῦς, romanizado: ho mathētēs hon ēgapā ho Iēsous) o, en Jn 20:2, «el otro discípulo a quien Jesús amaba» (τὸν ἄλλον μαθητὴν ὃν ἐφίλει ὁ Ἰησοῦς, ton allon mathētēn hon ephilei ho Iēsous) aparece seis veces en el Evangelio de Juan para denominar a uno de los discípulos del grupo original de seguidores de Jesús de Nazaret, y que no aparece en ningún otro de los evangelios. Por eso, se le conoce como el Discípulo Amado. A su alrededor se organizó una comunidad cristiana que se distinguía de las demás por tener una cristología más elevada. Existen diversas teorías sobre su identidad, aunque la tradición lo ha identificado con el apóstol Juan.

## Menciones al «Discípulo Amado»
En el Evangelio de Juan se hacen diversas menciones a un discípulo a quien Jesús amaba, sin desvelar nunca su verdadero nombre. Está recostado sobre el pecho de Jesús, durante la última cena, y le pregunta qué discípulo le va a entregar (Juan 13, 21-26); también aparece al pie de la cruz, separado de los demás discípulos y junto a la madre de Jesús (Juan 19, 26-27). Es quien corre junto con Pedro hacia el sepulcro vacío (Juan 20, 1-10). También se encuentra al lado de Pedro durante la tercera y última aparición del Jesús resucitado ante sus discípulos en ese Evangelio (Juan 21, 20-22). Posiblemente murió a una edad muy avanzada, pues entre sus seguidores corrió la voz que no moriría nunca (Juan 21, 23).
Algunos autores prestigiosos, entre ellos Raymond E. Brown y Marie-Émile Boismard, aceptan además la identificación del «Discípulo Amado» con el discípulo anónimo que aparece en dos pasajes del Evangelio de Juan:
- Juan 1, 35-40: cuando Jesús se encuentra con los dos primeros discípulos, Andrés y un discípulo anónimo, ambos salidos de la "escuela" de Juan el Bautista; y
- Juan 18, 15: cuando Pedro y otro discípulo conocido del Sumo Sacerdote entran por mediación de este último a la casa de Anás, donde se inició el interrogatorio a Jesús antes de su muerte.

## Quién era el «Discípulo Amado»
La verdadera identidad del «discípulo a quien Jesús amaba» sigue siendo discutida.

### Amplia variedad de posiciones alternativas
- Hugh J. Schonfield, un académico inglés del Nuevo Testamento, cree que el «Discípulo Amado» pudo haber sido un sacerdote del templo que no pudo seguir a Jesús en su ministerio en Galilea a causa de su trabajo dentro del templo de Jerusalén. Schonfield usa esta teoría para explicar la poca información que da el cuarto Evangelio sobre los viajes de Jesús hacia el norte en comparación con los datos abundantes que ofrece el libro acerca de Jerusalén y en especial sobre los eventos sucedidos durante la semana anterior a la crucifixión. La misma estructura del Evangelio según San Juan no abarca mayormente el ministerio de Jesús en Galilea.[3]

- Martin L. Smith escribe en su libro "Lying Close to the Breast of Jesus" que el autor del cuarto Evangelio decide ocultar su verdadera identidad para que los lectores de ese Evangelio acepten fácilmente la cercanía afectiva existente entre ese discípulo y Jesús, así como su testimonio.[4]

- Por su parte, otros autores reconocidos como Raymond E. Brown y Oscar Cullmann niegan que sea posible conocer la verdadera identidad del discípulo, aunque es plausible que se tratase de un antiguo seguidor de Juan el Bautista, que comenzó a seguir a Jesús en Judea y estuvo a su lado en Jerusalén, y que era conocido del sumo sacerdote del Templo.[1]

Los Evangelios sinópticos no identifican con el solo nombre de "Juan" a ningún otro discípulo que no sea el Apóstol. Por su parte, Eusebio de Cesarea (siglo IV), quien dio crédito a la hipótesis de la existencia de "dos Juanes", señala que el autor del cuarto Evangelio es el apóstol Juan, aunque duda de la autoría de la Segunda y Tercera epístolas, así como del Apocalipsis.
Algunos intentos de solución alternativos contemporáneos, que apuntan a una persona que pudiese identificarse como «Discípulo Amado», manifiestan distintas dificultades, entre ellas la no pertenencia al grupo de "los Doce" (ver más adelante) y, por lo tanto, la improbabilidad de su presencia en la Última Cena.
Entre las propuestas se cuentan:
- Lázaro. La identificación del «Discípulo Amado» con Lázaro de Betania comienza por asumir que en algún otro lugar del cuarto Evangelio canónico se indica la identidad del «Discípulo Amado». A partir de esa premisa, algunos estudiosos buscaron cimentar la idea de que Lázaro era el «Discípulo Amado».[7][8][9] Ellos basaron su argumento en el capítulo en que se relata la resurrección de Lázaro de Betania, en el cual se observa una triple indicación de que este era amado por Jesús de manera especial: “Las hermanas enviaron a decir a Jesús: «Señor, el que tú amas (phileis) está enfermo»”(Juan 11, 3); “Jesús quería (ēgápa) a Marta, a su hermana y a Lázaro” (Juan 11, 5); “Y Jesús lloró. Los judíos dijeron: «¡Cómo lo amaba (ephílei)!»” (Juan 11, 35-36). A esos textos se suma la expresión puesta en labios de Jesús para designar a Lázaro: “«Nuestro amigo (phílos) Lázaro...»” (Juan 11, 11). En la misma línea, Sanders[8][9] relacionó la resurrección de Lázaro con la opinión de que el «Discípulo Amado» no moriría (Jn 21, 22). Con todos estos presupuestos, se llegó a proponer que “Lázaro” era un seudónimo de Juan, el hijo de Zebedeo, después de resucitado.[10] Una detallada bibliografía sobre este punto se encuentra en el libro de Spicq.[11] En realidad, la hipótesis no era nueva, ya que había sido tratada décadas antes sin recibir aceptación.[12]

- Juan-Marcos o Matías. Las hipótesis de que Juan-Marcos[13][14] o Matías[15] podrían ser el «Discípulo Amado» se basan en evidencias externas al Evangelio y no tuvieron mayor repercusión en otros autores.

- La mujer samaritana. Se trata de una hipótesis a partir de una interpretación feminista del pasaje de Juan 4, 1-42,[16] hipótesis que tampoco tuvo aceptación destacada por parte de otros estudiosos.

Donald A. Carson, profesor e investigador del Nuevo Testamento, sugirió:

"Deberíamos tornar hacia una mucho más respetuosa y cuidadosa escucha de los padres de los tres o cuatro primeros siglos. Al decir esto significo incluir no sólo la vasta colección de evidencias del siglo segundo (...) que demuestra que Juan era mucho más conocido y mucho más ampliamente utilizado de lo que muchos de nosotros sospechamos, sino también la evidencia más específica respecto de la autoría del cuarto Evangelio. Los fragmentos de Papías, por ejemplo, dan lugar a preguntas complejas. Pero algunos de nosotros manejamos esas fuentes –desechando la evidencia patrística de fondo o eligiendo las partes más esotéricas y menos fiables– de formas que los clasicistas competentes nunca harían. Alejarse de la mayor parte del material y luego proponer que el discípulo amado es una (identificación) clave para Lázaro o la mujer samaritana es metodológicamente bizarro."
Donald A. Carson

### La posición de Ireneo de Lyon

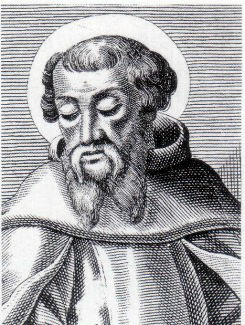
Ireneo de Lyon.

Sin embargo, una tradición que se inicia en el siglo II con San Ireneo de Lyon (Adversus Haereses II, 22, 5; Adversus Haereses III, 1, 1) y, después de él, San Agustín (Comentarios al Evangelio de Juan LXI, 4), y otros Santos Padres como San Juan Crisóstomo, San Gregorio y, más tarde, Beda identifica al «Discípulo Amado» con Juan, el discípulo del Señor.

"...y después Juan, el discípulo del Señor que se recostó sobre su pecho, editó el Evangelio cuando habitaba en Éfeso..."
San Ireneo, Adversus Haereses III, 1, 1

"Todos los presbíteros que se han encontrado en Asia con Juan, el discípulo del Señor, dan testimonio de que Juan ha transmitido esto, porque permaneció con ellos hasta los tiempos de Trajano."
San Ireneo, Adversus Haereses II, 22, 5

Existen dudas de la veracidad de las fuentes en las que se basa Ireneo para esta afirmación. Ireneo afirmó que consiguió su información sobre la profesión del autor Joánico del Cuarto Evangelio de Policarpio, obispo de Esmirna asesinado en 155, cuando Ireneo era un niño, atribuyéndole a aquel cercanía a Juan el Evangelista. Sin embargo esta aseveración es incierta y es probable que Policarpio se refiriese a un líder cristiano distinto: Juan el Presbítero. Desde Ireneo de Lyon se admitió que el autor del cuarto Evangelio fue el apóstol san Juan, el hijo de Zebedeo. Esta atribución fue sostenida en forma unánime desde el año 200 a lo largo de toda la antigüedad y el Medioevo cristiano, y se mantuvo hasta el siglo XVIII, cuando la crítica negó que el Evangelio perteneciera a una fuente apostólica, y lo atribuyó a autores del siglo II o III.
Dijo Marie-Émile Boismard, uno de los miembros más ilustres de la Escuela bíblica y arqueológica francesa de Jerusalén:

"¿Quién es el autor de este Evangelio tan rico y tan complejo? La tradición, casi unánimemente, responde: Juan el Apóstol, el hijo de Zebedeo. Vemos ya en la primera mitad del siglo II que muchos autores conocen y utilizan el cuarto evangelio: San Ignacio de Antioquía, el autor de las Odas de Salomón, Papías, San Justino, y quizá el mismo San Clemente de Roma: todo ello es prueba de que el evangelio gozaba ya de autoridad apostólica. El primer testimonio explícito es el de San Ireneo, hacia el 180 (...) Casi por la misma época, Clemente de Alejandría, Tertuliano y el canon de Muratori atribuyen también formalmente el cuarto evangelio a Juan el apóstol. Si se ha podido recoger una opinión opuesta entre los siglos II-III, es la de algunos que reaccionan contra los «espirituales» montanistas, quienes utilizaban el evangelio de Juan con fines tendenciosos. Pero esta oposición se reduce a poca cosa, y, basada en razones teológicas, no tiene ninguna raíz en la tradición.

Por lo demás, nada hay en el mismo Evangelio que se oponga a esta tradición: muy al contrario. Ya hemos visto que el evangelio se presenta bajo la garantía de un discípulo amado del Señor, testigo ocular de los hechos que narra. Su lengua y su estilo denotan su origen manifiestamente semítico: se le ve perfectamente al corriente de las costumbres judías, así como de la topografía palestinense en tiempo de Cristo. Parece unido con especial amistad a Pedro, y Lucas nos informa que, efectivamente, ese era el caso del Juan el apóstol."
Marie-Émile Boismard

Además de la casi totalidad de exégetas y escrituristas cristianos hasta el siglo XVIII, existe una serie de estudiosos en el siglo XX y principios del XXI que sustentan la postura que identifica a Juan el Apóstol con el «Discípulo Amado». Los argumentos que esgrimen se pueden sintetizar en los siguientes puntos:
1. La manera vívida y pormenorizada con que describió la escena, y sus expresas afirmaciones, ponen de manifiesto que el autor intelectual primario del Evangelio (no necesariamente quienes lo "editaron" a posteriori, sino quien fue inspirado para su predicación inicial) fue un testigo presencial de los sucesos (Juan 1, 14; Juan 19, 35; Juan 21, 24), uno de los más íntimos de Jesús. El «Discípulo Amado» aparece muy familiarizado con el grupo de los Doce, lo cual aumenta las probabilidades de que también él fuera un apóstol. Jesús tenía tres Apóstoles a los cuales distinguió: Pedro, Juan y Santiago el Mayor (Marcos 5, 37; 9, 2; 14, 33). Pedro se distinguió del «Discípulo Amado», porque aparecen claramente identificados como personas distintas (Juan 13, 23-24; 20, 2-10; 21, 20). Santiago el Mayor tampoco fue el «Discípulo Amado», porque murió tempranamente, decapitado por orden de Agripa I hacia el año 44 (Hechos 12, 2), mientras que el «Discípulo Amado» llegó, por su longevidad, a adquirir fama de inmortalidad (Juan 21, 23).
2. El «Discípulo Amado» participó de la Última Cena a la cual, según los Evangelios sinópticos, tuvieron acceso "los Doce" (Marcos 14, 17), literalmente "los Apóstoles" (Lucas 22, 14).
3. El «Discípulo Amado» llevó una amistad abierta con Simón Pedro (Juan 13, 23; 20, 2-9), que en el libro de los Hechos de los Apóstoles se pone de manifiesto entre Pedro y Juan (Hechos 3, 1-9; 4, 1-13; 8, 14-15).

## El «Discípulo Amado» y el silencio del cuarto Evangelio canónico

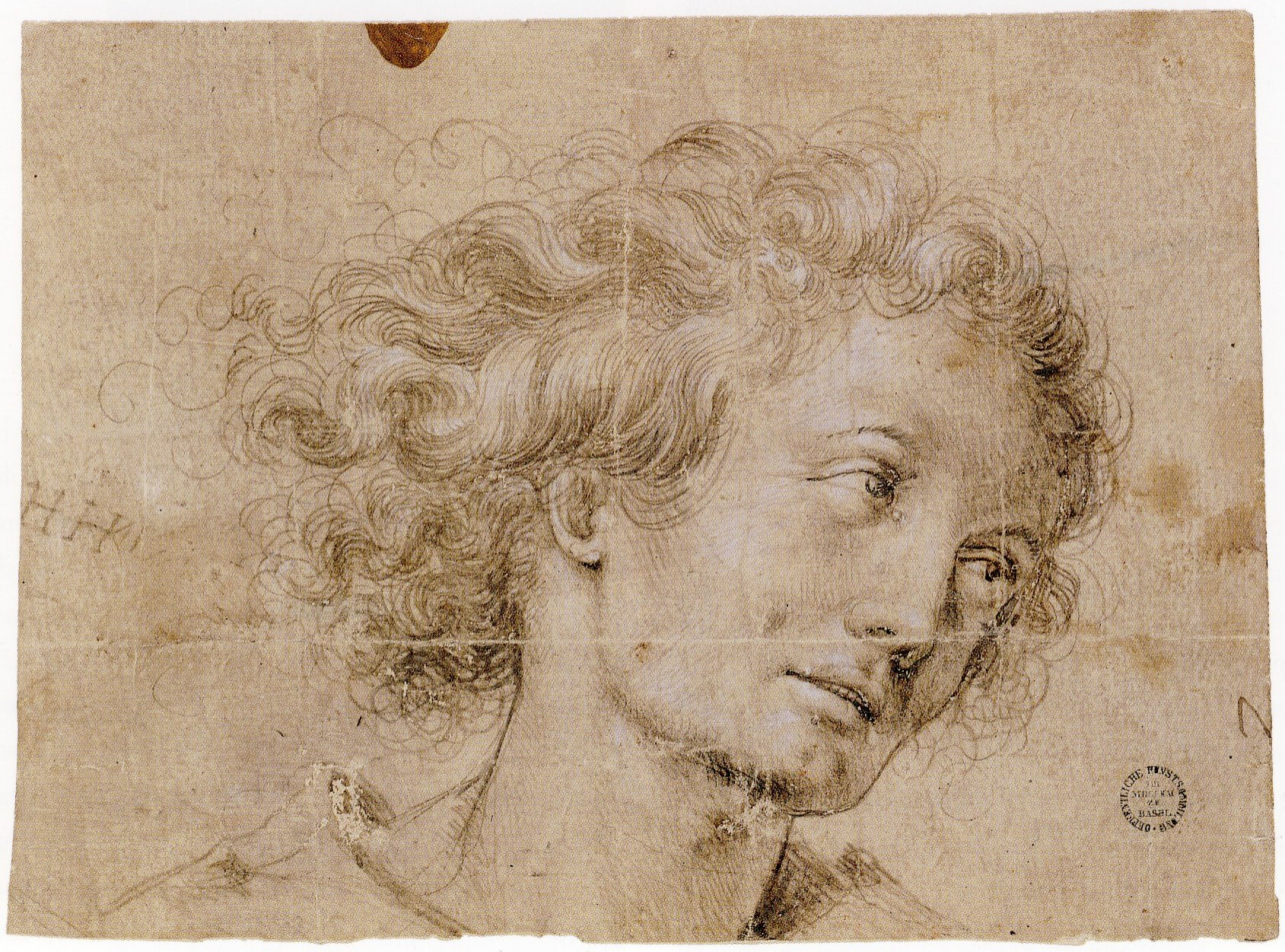
San Juan el Apóstol, por Hans Holbein el Joven.

John Chapman señaló un aspecto llamativo para la identificación del «Discípulo Amado» y el autor del cuarto Evangelio canónico. Es el silencio absoluto que guarda este Evangelio sobre el apóstol Juan, sobre su hermano Santiago el Mayor, y aún la misma expresión indirecta de “hijos de Zebedeo” que aparece únicamente en Juan 21, 2, que es un apéndice. Este silencio absoluto es tanto más sugestivo cuanto que Juan el Apóstol aparece 17 veces en los Evangelios sinópticos, Santiago el Mayor 15 veces y la expresión “hijos de Zebedeo” –sin nombrarlos expresamente– 3 veces. Como respaldo de esta línea de pensamiento, merece mencionarse que el Evangelio según San Juan es el Evangelio que más se interesa por los Apóstoles: según Chapman, ese Evangelio menciona nombres de apóstoles 74 veces, contra 50 del Evangelio de Marcos, 43 del Evangelio de Lucas y 40 del Evangelio de Mateo. En el Evangelio según San Juan, el otro apóstol que pertenecía al círculo de predilectos de Jesús, Pedro (mencionado como tal o como “Simón Pedro”, “Simón llamado Pedro”, o “Cefas”) es mencionado 40 veces, lo que significa un número sustancialmente mayor que en los Evangelios de Mateo (26), Marcos (25) o Lucas (29). Entonces, ¿por qué no se menciona en el Evangelio según San Juan a los otros dos miembros del círculo de dilectos del Señor, Juan y Santiago? Más aún, otros Apóstoles del grupo de “los Doce” que no pertenecían a ese círculo de preferencia también son mencionados con frecuencia: Andrés, Felipe, Tomás y Judas Iscariote son mencionados más veces que en cualquier otro Evangelio, mientras que Bartolomé (que aparece 1 vez en cada uno de los Evangelios sinópticos) es mencionado en el Evangelio de Juan como Natanael (6 veces). Entonces, ¿por qué no se menciona a Juan y a Santiago el Mayor, reconocidos por San Pablo como dos columnas de la Iglesia primitiva? (Gálatas 2, 9).
Quienes sostienen que el cuarto Evangelio tiene por autor a alguien diferente del apóstol Juan, y que el Apóstol no se identifica con la figura del «Discípulo Amado» y nada tiene que ver con la redacción del Evangelio, sostienen que “no se ha encontrado una explicación satisfactoria para este silencio”. En cambio, quienes sostienen que el autor del Evangelio o, al menos, la fuente inicial es el mismo Apóstol Juan, encuentran una explicación del silencio del nombre de Juan y de su hermano en su sencillez, su humildad.
A partir del trabajo de J. Chapman y en concordancia con San Agustín, San Juan Crisóstomo y San Gregorio, J. de Maldonado afirma que el Apóstol Juan calló su propio nombre por humildad, a imitación de su Maestro, que veló su trascendencia divina con el título humilde de "Hijo del hombre". Esta postura es seguida por Juan Leal, profesor de la Compañía de Jesús. Algunos exégetas consideran que el discípulo al que Jesús amaba debió ser distinto del autor del Evangelio según San Juan, "porque es inaceptable que este se honrara a sí mismo asignándose ese título" y porque no sería un signo de humildad que para ocultar el propio nombre se cubriese con el honroso epíteto de «discípulo amado del Señor»". Sin embargo, es muy probable que las ediciones sucesivas del Evangelio hayan estado en manos de otros miembros escogidos de la comunidad joánica, quienes bien pudieron conocer el epíteto de "discípulo que el Señor ama", siendo que la humildad no va reñida con la verdad: la preferencia de Jesús por Juan resultó manifiesta en más de una oportunidad.

"¿Cómo explicar finalmente el silencio incomprensible del cuarto evangelio sobre los dos hijos de Zebedeo, sino precisamente porque habría sido escrito por uno de ellos? El «discípulo a quien Jesús amaba... que ha escrito estas cosas» Juan 21:20Juan 21:24, es ciertamente aquel a quien, con Pedro y Santiago, estimaba Jesús de un modo particular (Marcos 5,37; 9,2; 13,3; 14,33)."
Marie-Émile Boismard

## Posible significado simbólico de la figura del «Discípulo Amado»
Según Kragerud, el «Discípulo Amado» sería una figura simbólica. Para esa interpretación, este autor se basó particularmente en la relación del «Discípulo Amado» con Pedro. Sin embargo, una dificultad para considerar la figura del «Discípulo Amado» solamente como un símbolo es que los restantes personajes asociados al «Discípulo Amado» (Simón Pedro, la Madre de Jesús, y el mismo Jesús) son considerados por el autor del Evangelio como personajes históricos. Una yuxtaposición de personajes históricos y simbólicos no tendría mucho sentido. Lorenzen señaló que se debe considerar, además de la figura histórica del «Discípulo Amado», su significado simbólico. Según Bauckham, la imagen del «Discípulo Amado» en el cuarto Evangelio presenta al autor ideal. Su especial intimidad con Jesús, su presencia en los eventos clave en la historia y su percepción de su significado lo califica para ser el testigo ideal de Jesús y por lo tanto el autor ideal de un Evangelio. Por su parte, Raymond E. Brown sostuvo que “resulta patente que el «Discípulo Amado» tiene una dimensión figurada. En muchas formas es el ejemplo del cristiano (...) Sin embargo, la dimensión simbólica no significa que el «Discípulo Amado» sea nada más que un símbolo”.
Quizás, más importante que saber el nombre del "discípulo a quien Jesús amaba" es conocer qué posible significación implicó esta figura. Una implicancia posible es señalada por el escriturista Luis H. Rivas. Con ese fin, se pueden rever los pasajes en los que aparece esta figura.
(1) En la primera escena, durante la Última Cena, Jesús comienza a hablar de la traición de Judas. Los discípulos que están sentados con Él no entienden bien de qué se trata. Como el «Discípulo Amado» estaba sentado junto a Jesús, Pedro le hace señas para que le pregunte de quién está hablando. El «Discípulo Amado» se recuesta sobre el pecho de Jesús y le pregunta: "¿Quién es?", y recibe la respuesta de Jesús (Juan 13, 26). La expresiones "recostarse sobre el pecho" y "estar en el seno de" se usan muy a propósito para indicar que se goza de la familiaridad de alguien. La relación entre Cristo y el Padre se reproduce ahora entre Cristo y el discípulo, quien recibe sus confidencias para comunicarlas a los demás.
(2) En la segunda escena, el «Discípulo Amado» aparece junto a la cruz donde está clavado Jesús. También allí se encuentra la Madre de Jesús, y el discípulo la recibe como madre propia (Juan 19, 25-27). Un discípulo amado por Jesús sería quien se mantiene junto al crucificado y quien recibe a María como a su propia madre.
(3) En la tercera escena, en el domingo de Pascua, el «Discípulo Amado» y Pedro reciben el mensaje de María Magdalena de que el sepulcro donde sepultaron a Jesús está vacío. Ambos corren hacia el sepulcro. El «Discípulo Amado» llega primero pero espera a Pedro antes de entrar. Al ingresar en el sepulcro, ven las vendas en el suelo y el sudario que cubrió la cabeza de Jesús, no junto a las vendas sino plegado en un lugar aparte. El «Discípulo Amado» vio y creyó (Juan 20, 1-10). Un discípulo amado por Jesús sería aquel que se encuentra junto a Pedro, a quien respeta, y quien tiene fe en la resurrección del Señor.
(4) En la cuarta escena, Jesús resucitado se aparece a sus discípulos a orillas del mar de Tiberíades. Ellos están en la barca pescando, y el «Discípulo Amado» es el primero en reconocer a Jesús (Juan 21, 1-7). Un discípulo amado por Jesús sería el que sabe reconocerlo presente después de su resurrección.
(5) En la quinta escena, Pedro pregunta a Jesús qué sucederá con el «Discípulo Amado». Él responde: "Si yo quiero que él permanezca hasta mi venida, ¿a ti que te importa? Tú sígueme" (Juan 21, 20-23). Un discípulo amado por Jesús sería aquel que "permanece" fiel, que persevera hasta que Jesús vuelva.
A través de la figura del «Discípulo Amado», el Evangelio según San Juan parece describir no solo a un personaje histórico, sino además al cristiano ideal, como aquel que:
- tiene familiaridad con Cristo y recibe sus confidencias,
- permanece junto a la cruz del crucificado y recibe a María como a su propia madre,
- permanece junto a Pedro y lo respeta,
- tiene fe en la resurrección del Señor y sabe reconocer al resucitado presente, y
- permanece fiel hasta que Jesús vuelva.

## “Para que también vosotros creáis”
Joseph A. Ratzinger comenta en su libro “Jesús de Nazaret” que el mismo Evangelio, en el relato de la pasión, afirma que uno de los soldados le traspasó a Jesús el costado con una lanza «y al punto salió sangre y agua». Y después sobrevienen unas palabras decisivas: «El que lo vio da testimonio, y su testimonio es verdadero, y él sabe que dice verdad, para que también vosotros creáis» (Juan 19, 35). El Evangelio afirma que se remonta a un testigo ocular, y está claro que este testigo ocular es precisamente aquel discípulo del que antes se cuenta que estaba junto a la cruz, el discípulo al que Jesús tanto quería (cf. 19, 26). En Juan 21, 24 se menciona nuevamente a este discípulo como autor del Evangelio. Su figura aparece además en Juan 13, 23; 20, 2-10; 21, 7 y tal vez también en Juan 1, 35.40; 18, 15-16. El Evangelio nunca lo identifica directamente con el nombre. Ratzinger escribe que, confrontando la vocación de Pedro y la elección de los otros discípulos, el texto nos guía a la figura de Juan Zebedeo, pero no lo indica explícitamente. Es obvio que mantiene el secreto a propósito.
Quizá la razón última por la cual el «Discípulo Amado», seguramente conocido por la comunidad en la que se gestó el Evangelio, quiso evitar mencionar su nombre sea una cuestión de honestidad intelectual, por creer que el principal inspirador de esos escritos era el Espíritu de Dios. En tal sentido, para los cristianos “el verdadero garante de la autenticidad del testimonio es precisamente el Espíritu. Y en este sentido, el Paráclito es el más profundo autor del Evangelio de Juan”.